# Ferrari Dino
Ferrari Dino – jeden z najpopularniejszych modeli Ferrari, był pierwszym drogowym samochodem tej marki z silnikiem umieszczonym centralnie. Swoją nazwę zawdzięcza zmarłemu synowi Enzo Ferrariego, Dino. Oficjalnie Dino nigdy nie było opatrzone logo marki Ferrari, w obawie Enzo Ferrariego o wizerunek firmy.

## Dane techniczne 206 GT

### Silnik
- V6 2,0 l (1987 cm³), 2 zawory na cylinder, SOHC
- Układ zasilania: trzy gaźniki Weber
- Średnica × skok tłoka: 86,00 mm × 57,00 mm
- Stopień sprężania: 9,0:1
- Moc maksymalna: 183 KM (134,2 kW) przy 8000 obr./min
- Maksymalny moment obrotowy: 187 N•m przy 6500 obr./min

### Osiągi
- Przyspieszenie 0-100 km/h: 7,5 s
- Przyspieszenie 0-160 km/h: 19,2 s
- Czas przejazdu pierwszych 400 m: 15,5 s
- Czas przejazdu pierwszego kilometra: 28,1 s

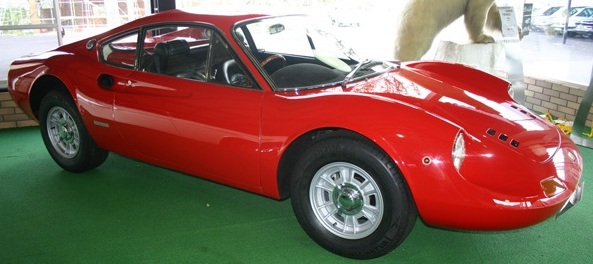
Ferrari Dino 206 GT

- Prędkość maksymalna: 225 km/h

## Dane techniczne 246 GT

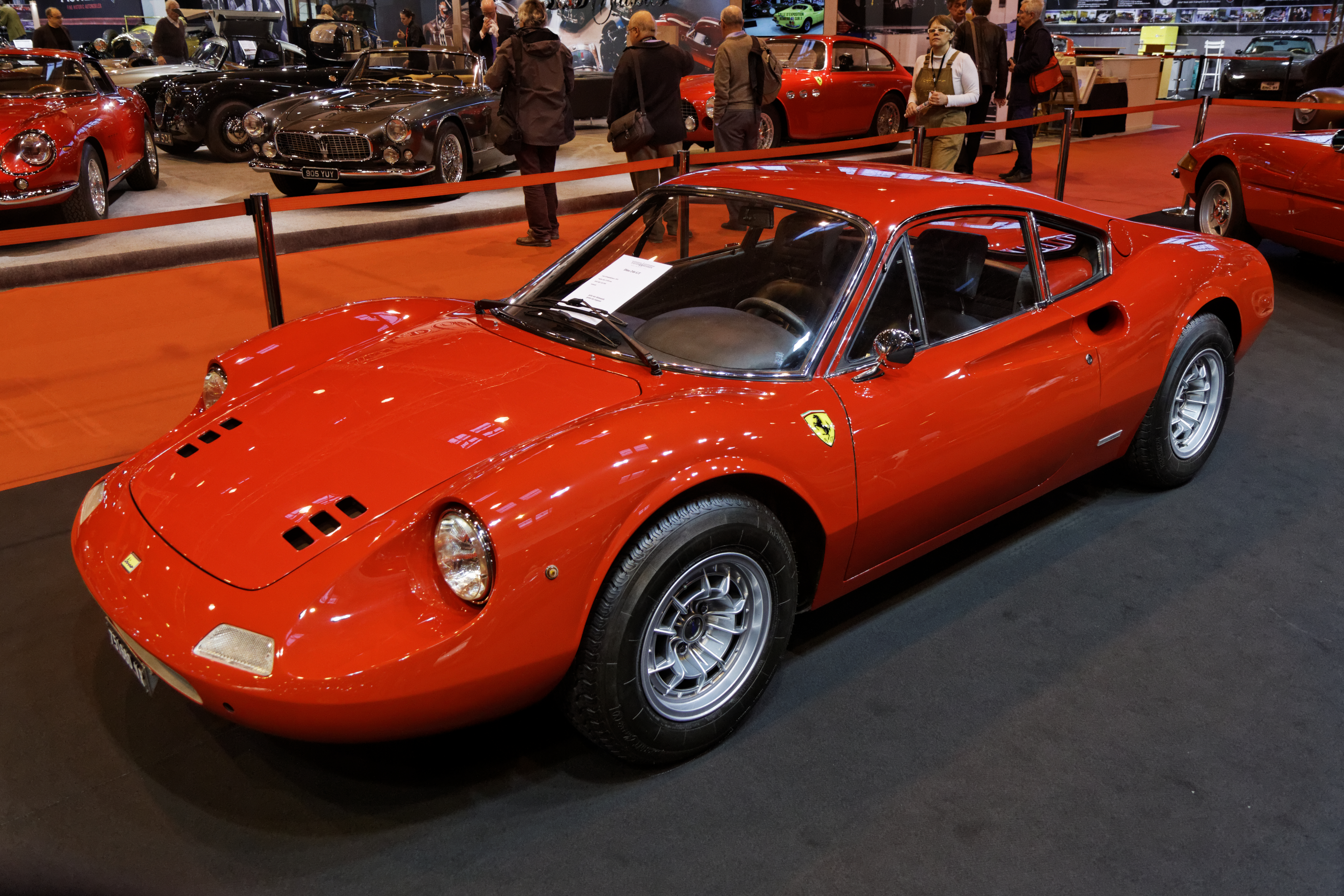
Ferrari Dino 246 GT

### Silnik
- V6 2,4 l (2409 cm³), 2 zawory na cylinder, SOHC[1]
- Układ zasilania: trzy gaźniki Weber 40 DCF[1]
- Średnica × skok tłoka: 91,00 mm × 58,00 mm[1]
- Stopień sprężania: 9,0:1
- Moc maksymalna: 195 KM przy 7600 obr./min[1]
- Maksymalny moment obrotowy: 225 N•m przy 5500 obr./min

### Osiągi
- Przyspieszenie 0-100 km/h: 7,1 s
- Czas przejazdu pierwszych 400 m: 15,4 s
- Prędkość maksymalna: 240 km/h[1]

## Dane techniczne 308 GT4

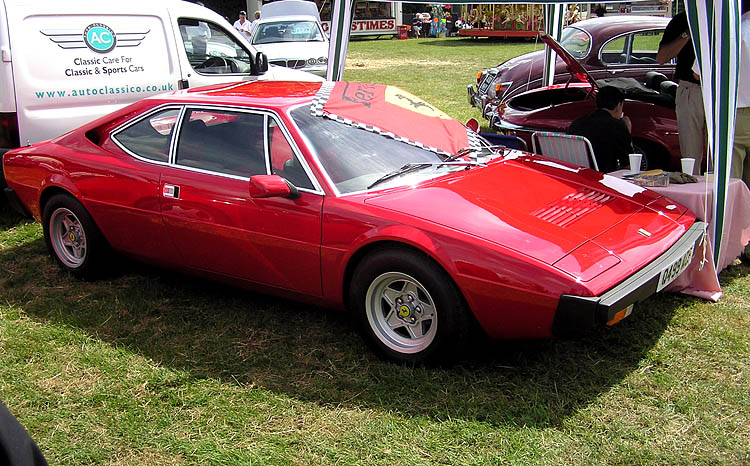
Ferrari Dino 308 GT4

Ferrari GT4 − sportowy samochód osobowy produkowany przez włoską firmę Ferrari w latach 1973–1980, oparty na modelu Dino

### Silnik
- V8 2,9 l (2927 cm³), 2 zawory na cylinder, SOHC
- Układ zasilania: cztery gaźniki Weber 40 DCNF
- Średnica × skok tłoka: 81,00 mm × 71,00 mm
- Stopień sprężania: 8,8:1
- Moc maksymalna: 256 KM (187,9 kW) przy 7600 obr./min
- Maksymalny moment obrotowy: 283 N•m przy 5000 obr./min

### Osiągi
- Przyspieszenie 0-100 km/h: 6,7 s
- Prędkość maksymalna: 257 km/h